# 小松寺 (茨城県城里町)
小松寺（こまつじ）は、茨城県東茨城郡城里町上入野にある真言宗智山派の寺院。山号は白雲山。院号は普明院。本尊は大日如来。

## 歴史
この寺は、1180年（治承4年）平貞能が平重盛の遺骨を白雲山に葬り天台宗の寺院を建立し、自ら出家して以典と号したという。1387年（嘉慶元年）大掾頼幹が宥尊を招いて中興し真言宗の寺となった。

## 文化財
- 重要文化財（国指定）
  - 木造浮彫如意輪観音像
- 茨城県指定史跡
  - 伝内大臣平重盛墳墓